# Гургулят
 Тази статия е за селото в Западна България.  За улицата вижте Гургулят (улица в София).  
Гургулят е село в Западна България. То се намира в Община Сливница, Софийска област. Разположено е в живописна местност, на пътя, свързващ град Сливница и град Брезник.

## Климат и природа
Селото се намира в планински район. Климатът се характеризира с големи амплитуди. Лятно време е много горещо, а зимите са сурови.
На около 1 километър от центъра на селото в източна посока се намира живописната местност „Пеклюк“. Представлява стръмен овраг, от който се издигат две скали с височина повече от 100 метра, разсечени по-средата от река. Има пещера в близост до ждрелото.
На около 50 метра от скалите има останки от историческо селище с множество останки от глинени съдове. Вероятно е било светилище.
На върха на скалите има гнездящи хищни птици, чийто брой не е намалял през годините. Животинският свят е сравнително богат.
Срещат се вълци, диви прасета, сърни, лисици и т.н.

## История
В съкратен регистър на Пиротския кадилък от 1530 година Гургулят е отбелязано като село с 40 домакинства и 12 неженени жители.
Гургулят е символ на победата на Българската армия (заедно със Сливница), над Сръбската армия, в Сръбско-българската война през 1885 г. Тогава българската армия защитава страната с цената на много свидни жертви, включително жители на селото, и не допуска да бъде пробита линията защитаваща пътя към Сливница.
Над селото в местността „Църквище“ е построен внушителен монумент-пантеон - Пантеонът на безсмъртните в памет на загиналите в битката за Гургулят, селяни, войници и офицери. Пантеонът е изграден от червен бетон с размери приблизително 700 кв.м и височина около 20 метра. В центъра му се намира статуя на жена, символизираща Майка България, скърбяща за загубените чеда. Записано със златни букви в българската история, Гургулят дава името си на патриотичната организация „Гургулят — потомци“.

## Религии
В центъра на селото с дарителски средства е построен нов православен храм „Свети Илия“, осветен на 10 ноември 2013 година.
Храмът се явява единствен за планинското селище, след като старата църква „Св. пророк Илия“, построена на хълма над селото в местността „Църквище“ и чиито руини стоят до началото на 80-те години на ХХ век, била окончателно разрушена, за да бъде поставен на нейно място монумент-пантеон в памет на загиналите в битката за Гургулят, селяни, войници и офицери, участници в Сръбско–българската война.
Новата църква е разположена в средата на селото, на дарен от общината терен и е построена с дарителски средства от местни християни. Строежът е започнал през 2005 г. и преди година е окончателно завършен, като е изработен дърворезбен иконостас и са поставени изографисани икони
Името на новопостроената църква идва от съществувалата на мястото на пантеона църква „Свети Илия“, чиито руини стоят до началото на 80-те години на ХХ век. Поради лошото ѝ състояние (след като не е стопанисвана повече от 30 години е разрушена основната сграда на храма, съществуват само две кубета и централния вход), е взето решение тя да се разруши напълно и на нейно място да се построи Пантеонът на загиналите в сръбско-българската война.

## Културни и природни забележителности
Сред иначе заоблените и тревисти била на Вискяр планина, се намира едно наистина алпийско място.
Малката рекичка е издълбала величествено ждрело, което въпреки че е дълго само 60 м, впечатлява с отвесните си скали. По-внушителен е източният гребен, на който се издига връх „Пеключки камък“.
Тук именно е била крепостта Петлюка.
Запазени са крепостни стени с височина до 1,20 м и дебелина до 1,50 м. Може да се види щерна за вода, разкрита до 8 м дълбочина.
Разказват, че в началото на века „предприемчив“ човек извадил от водохранилището дебела оловна ламарина, която извозил в четири каруци.
В южното подножие на върха се намира пещерата Петлюка. От тесния ѝ вход надолу води тясна галерия, която отвежда до друга, непроходима. Смята се, че някога се е стигало до малка подземна зала, имаща връзка с отбраната на крепостта.
Има удобна автобусна връзка с гр. Сливница. От селото се върви на изток и за около 30 минути се стига до крепостта.

## Редовни събития
- 2 август – Празник на селото
- Всяка година през месец ноември Министерството на отбраната съвместно с Подофицерско дружество „Гургулят — потомци“ организират обиколка на бойните позиции на Сливница и Гургулят, където през 1885 г. българската войска получава своето бойно кръщение, отстоявайки свободата и независимостта на Отечеството. Участници са граждани, млади хора от младежки неправителствени организации, студенти и млади патриоти, които имат възможност отблизо да почувстват атмосферата на отминалите времена на славни победи и героизъм.